# Cala Mesquida (Mallorca)
Cala Mesquida, o s'Arenal de sa Mesquida, situada a uns set quilòmetres de Capdepera, és una destinació d'alt interès natural i geològic. Aquesta àrea, declarada Àrea Natural d’Especial Interès el 1991 juntament amb Cala Moltó i Cala Agulla, destaca per la seva platja d’arena fina 300 m de llarg i 130 m d'ample envoltada de roques baixes i un sistema dunar notable, amb la duna d'es Munt Gros i vegetació típica com llentiscles i pins.
Geològicament, la zona que abasta des de cala Torta fins a cala Mesquida ofereix un registre excepcional del Cretaci inferior, amb estrats que daten de fa entre 135 i 125 milions d’anys. Aquests representen antics fons marins profunds i mostren una alternança característica de calcàries d'origen biològic, formades per microfòssils, i margues més toves. Al marge oriental de Cala Mesquida es pot observar una formació geològica singular: un slump, o desplaçament de sediments no consolidats, causat per episodis d'inestabilitat. Aquest fenomen crea deformacions ondulades i caòtiques que contrasten amb els estrats regulars circumdants.
La biodiversitat de la zona també és remarcable. El marge dret de Cala Mesquida, lliure d'edificacions, alberga una de les colònies més grans de gavines i corbs marins de les Balears, mentre que el costat esquerre ha estat urbanitzat des de la dècada de 1970 amb un nucli turístic i residencial.